# Alexander Potkin
 Alexandre Anatolyevitch Potkine (en russe : Александр Анатольевич Поткин ; né le 29 avril 1976), également connu sous le nom d' Alexandre Belov, est un homme politique nationaliste russe,.

## Carrière politique
Potkin a dirigé le Mouvement contre l'immigration illégale, une organisation nationaliste, qui a ensuite été interdite en avril 2011,. Le mois suivant, il co-fonde avec Dmitri Demushkin l'organisation nationaliste « Les Russes », qui sera ensuite interdite en 2015.

## Affaires criminelles
En mai 2009, il a été reconnu coupable par un tribunal de Moscou d'incitation à la haine ethnique après avoir comparé la Maison Blanche russe à un rouleau de la Torah.
En août 2016, il a été condamné à la prison pour création d’un groupe extrémiste et blanchiment d’argent. Il a été condamné à sept ans et demi de prison.

## Sources et références
1. ↑  « Чем известен Александр Поткин », Kommersant,‎ 24 août 2016
2. 1 2  (en) « Moscow Court Finds Russian Nationalist Guilty Of Money Laundering », Radio Free Europe/Radio Liberty,‎ 24 août 2016 (lire en ligne, consulté le 3 mai 2024)
3. ↑  « Ultranationalists Attempt to Unite », The Moscow Times, 5 mai 2011
4. ↑  « Slavic Riot in Stravopol, Kommersant, 7 June 2007 » [archive du 6 septembre 2008] (consulté le 27 juin 2009)
5. ↑  « Суд запретил "Движение против нелегальной иммиграции" », BBC Russian,‎ 11 avril 2011
6. ↑  « Суд запретил объединение "Русские" за экстремизм », Interfax,‎ 28 octobre 2015
7. ↑  « Decapitating extremism Russia Profile, May 28 2009 » [archive du 12 août 2010] (consulté le 4 juin 2009)